# الکساندر بلونوگاف
الکساندر بلونوگاف (انگلیسی: Alexander Belonogoff؛ زادهٔ ۱۷ april ۱۹۹۰ (۳۴ سال)) ورزشکار روئینگ اهل استرالیا است.
وی در مسابقات کشوری و بین‌المللی در مجموع برندهٔ ۱ مدال نقره، ۴ مدال برنز شده‌است.